# Ralph Harvey
Ralph Harvey (* 9. August 1901 bei Mount Summit, Henry County, Indiana; † 7. November 1991 in Fort Lauderdale, Florida) war ein US-amerikanischer Politiker. Zwischen 1947 und 1966 vertrat er zweimal den Bundesstaat Indiana im US-Repräsentantenhaus.

## Werdegang
Ralph Harvey besuchte die öffentlichen Schulen seiner Heimat und studierte danach bis 1923 an der Purdue University in Lafayette. Später arbeitete er als Farmer und als Landwirtschaftsberater. Gleichzeitig begann er als Mitglied der Republikanischen Partei eine politische Laufbahn. Zwischen 1932 und 1942 war Harvey Mitglied im Kreisrat; von 1942 bis 1947 saß er als Abgeordneter im Repräsentantenhaus von Indiana. Nach dem Tod des Abgeordneten Raymond S. Springer wurde er bei der fälligen Nachwahl für den zehnten Sitz von Indiana als dessen Nachfolger in das US-Repräsentantenhaus in Washington, D.C. gewählt, wo er am 4. November 1947 sein neues Mandat antrat. Nach fünf Wiederwahlen konnte Harvey bis zum 3. Januar 1959 im Kongress verbleiben. In diese Zeit fielen unter anderem der Koreakrieg und die Bürgerrechtsbewegung. Im Jahr 1951 wurde der 22. Verfassungszusatz ratifiziert.
1958 unterlag Harvey dem Demokraten Randall S. Harmon. Bei den Wahlen des Jahres 1960 wurde er erneut im zehnten Distrikt seines Staates in den Kongress gewählt, wo er am 3. Januar 1961 Harmon wieder ablöste. Nach zwei Wiederwahlen konnte er bis zu seinem Rücktritt am 30. Dezember 1966 fast drei komplette Legislaturperioden im Repräsentantenhaus absolvieren. In diese Zeit fielen der Beginn des Vietnamkrieges sowie die Ratifizierung des 23. und des 24. Verfassungszusatzes. Harveys Rücktritt am 30. Dezember 1966 erfolgte vier Tage vor dem regulären Ende seiner Legislaturperiode. Für die Wahlen im November 1966 war er von seiner Partei nicht mehr nominiert worden.
Nach seinem Ausscheiden aus dem US-Repräsentantenhaus zog sich Ralph Harvey aus der Politik zurück. Er starb am 7. November 1991 in Fort Lauderdale im Alter von 90 Jahren.